# مرق فرنسي
المَرَق الفرنسي هي صلصة سلطة قشدية تتنوع في اللون من البرتقالي الباهت إلى الأحمر الفاتح، مؤلف من خل وزيت وملح وتوابل وخردل.